# 张昌颖
张昌颖（1906年—2006年7月25日），男，四川富顺人，中国生物化学家、营养学家、医学教育家，北京大学教授，曾任中国生物化学会常务理事。